# TV Azteca
Televisión Azteca, S.A.B. de C.V. allmänt känd som TV Azteca, är ett mexikanskt multimediakonglomerat som ägs av Grupo Salinas. Det är det näst största massmedieföretaget i Mexiko efter Televisa. Det äger två nationella TV-nätverk, Azteca Uno och Azteca 7, och driver två andra nationellt distribuerade tjänster, ADN 40 och A Más. Alla dessa tre nätverk har sändare i de flesta större och mindre städer.
TV Azteca driver även Azteca Trece Internacional, som når 13 länder i Central- och Sydamerika, och en del av nätverket Azteca América i USA. Dess flaggskeppsprogram är nyhetsbrevet Hechos. TV Azteca började 2018 att varje vecka sända lucha libre CMLL.

## Historia

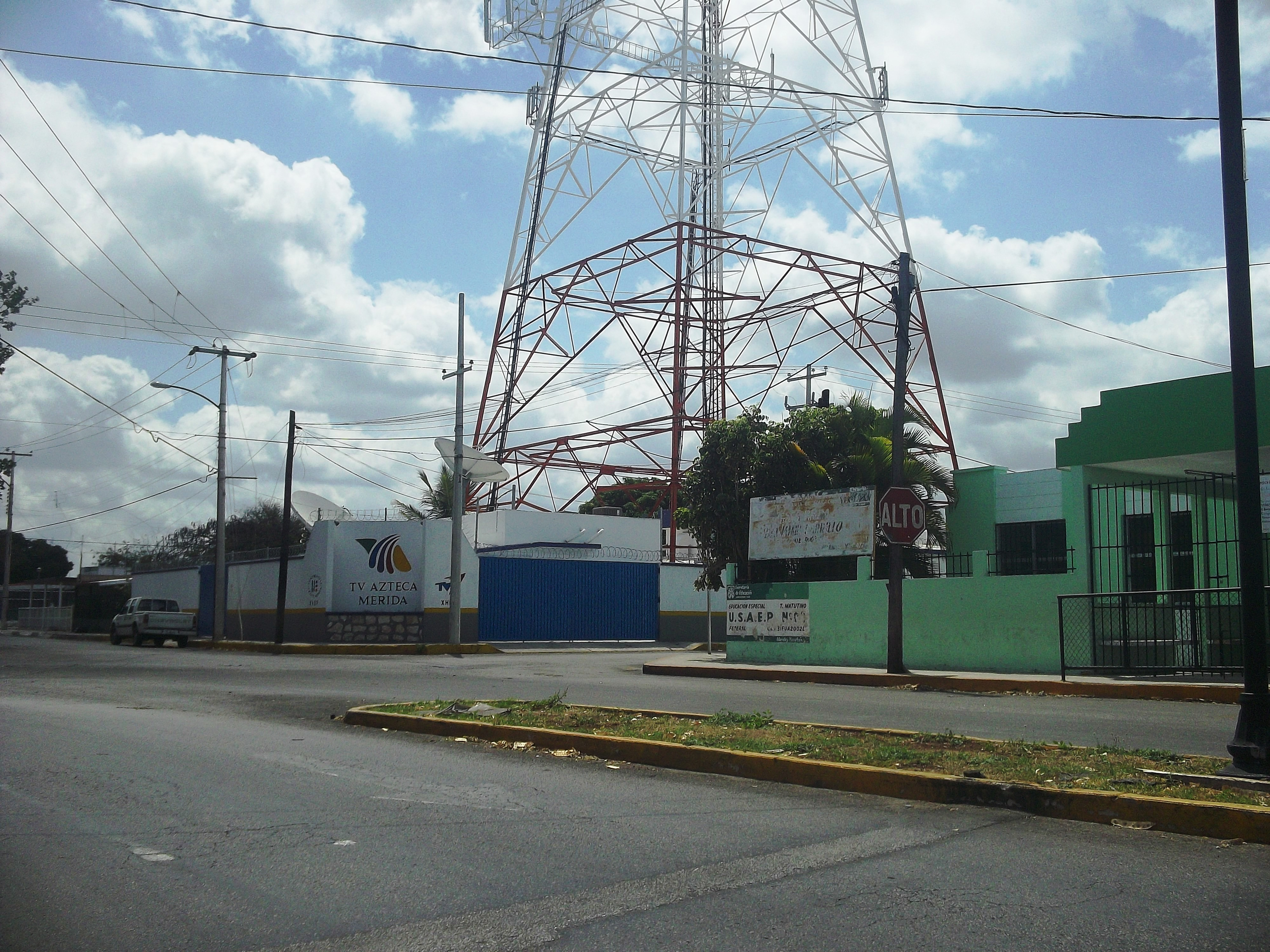
TV-Azteca, Mérida, Yucatán.

Företaget grundades den 2 augusti 1993 genom att Grupo Salinas förvärvade Imevisión, från dess två föregångare, XHDF-TV och XHIMT-TV. Som förberedelse för att vara ett privat företag delades Imevisións stationer upp i olika nyskapade företag som kallades Televisión Azteca.

## Kanaler

### Markbundna kanaler
- Azteca Uno
- Azteca 7
- A Más
- ADN 40
- TV Azteca Guate
- TV Azteca Honduras
- Romanza+ Africa

### Kabelkanaler
- Clic
- Azteca Internacional
- Corazón
- Cinema
- Azteca Uno -1 hora
- Azteca Uno -2 horas
- Azteca Deportes Network